# موريو ماتسوي
موريو ماتسوي (باليابانية: 松井守男؛ بالكانا: まつい もりお) هو رسام ياباني، ولد في 1942 في تويوهاشي في اليابان.

## وصلات خارجية
- الموقع الرسمي